# Osservatorio di Cavriana
L'osservatorio di Cavriana è un osservatorio astronomico italiano situato in località Monte Pagano nel comune di Cavriana, alle coordinate 45°21′17″N 10°37′48″E. Il suo codice MPC è 571 Cavriana.
L'osservatorio nasce per iniziativa privata dell'astronomo Luciano Lai, gestore anche dell'Osservatorio astronomico di Madonna di Dossobuono, ed è dedicato al filosofo Giordano Bruno.
Adibito a stazione astrometrica, è dotato di una strumentazione costituita da:
- NC di 40 cm, F/5 e F/100
- camera Schmidt di 20/25/50 cm
- telescopio rifrattore di 15 cm, F/15

Il Minor Planet Center lo accredita per la scoperta di due asteroidi effettuate entrambe nel 1983.
| 4335 Verona | 1º novembre 1983 |